# Moc (Gwiezdne wojny)
Moc (ang. the Force, dosł. „siła”) – fantastyczna, mistyczna więź, łącząca wszystkie żywe istoty świata Gwiezdnych wojen. 
Istoty żywe mogą komunikować się z Mocą dzięki midichlorianom, mikroskopijnym organizmom (lub organellom), znajdującym się w każdej żywej komórce. Istoty szczególnie silnie odczuwające wpływ Mocy mogą dokonywać „cudów”, np. przenosić przedmioty jedynie siłą woli, nakłaniać inne istoty do określonych zachowań lub czynności oraz wiele innych.
Poszczególne sposoby wykorzystania Mocy (np. medytacja bitewna) zwane są mocami (ang. Force powers).
Z Mocy czerpią swą siłę Rycerze Jedi – istoty stojące na straży pokoju w Galaktyce oraz Sithowie i inni Mroczni Jedi, dążący do przejęcia siłą władzy nad Galaktyką. Podczas gdy ci pierwsi korzystają przy tym przede wszystkim z jasnej strony Mocy, ci drudzy posługują się jej ciemną stroną. Jedi, który dogłębnie poznał Moc i postępował zgodnie z jej nakazami, po śmierci może zachować swoją tożsamość i objawiać się żywym jako swego rodzaju duch.

## Jasna strona Mocy
Nauka tej ścieżki u Rycerzy Jedi (których Zakon jest największym zgromadzeniem jej adeptów) polega na powolnym rozwijaniu swoich umiejętności pod okiem mistrza. Gdy Padawan ukończy szkolenie, zostaje mianowany Rycerzem Jedi. Rycerze Jedi, choć mają największe skupienie użytkowników jasnej strony Mocy, nie byli jej jedynymi użytkownikami, istniały też mniejsze ugrupowania. Nic nie stało też na przeszkodzie, by dana istota mogła uczyć się samodzielnie, choć było to bardzo trudne (przykładem może być np. Luke Skywalker, któremu co prawda przekazano szczątkowe nauki Jedi, jednak nie można było tego nazwać normalnym szkoleniem – w wielkim stopniu sam doszedł do tego, czym była jasna strona Mocy).
Ostatecznym celem każdego podążającego ścieżką jasnej strony jest wyzwolenie swego ducha spod wpływu przywiązania i negatywnych emocji (szczególnie gniewu i nienawiści) by w pełni wykorzystywać swój potencjał w dobrej sprawie i do pomocy innym. Drogą do tego jest wieloletnia praktyka medytacyjna i rozwój samodyscypliny, jednego z najważniejszych aspektów życia Jedi. W służbie jasnej stronie bardzo niewskazane są wszelkie związki emocjonalne z innymi ludźmi, mogące prowadzić do silnego przywiązania i tym samym zwieść na Ciemną Stronę.
Jasną stronę charakteryzuje wiara w Dobro i Zło jako w dwie absolutne wartości, traktowanie Mocy jako transcendentnego bytu tworzącego i spajającego wszechświat i podkreślanie tego, iż to Mocy się służy (wbrew stanowisku wyznawców Ciemnej Strony), a nie na odwrót, oraz miłość dla każdego stworzenia. Jedi może zabić jedynie w obronie własnej oraz innych i nigdy używając do tego Mocy, której używa dla obrony i wiedzy (pojawiają się wyjątki, np. Jedi może zaatakować Sitha, gdy próba wyjaśnienia konfliktu bez przemocy zawiedzie, a sam Sith nie będzie atakować, ale będzie stawiać opór). Dla adepta jasnej strony Mocy bardzo ważną zasadą jest rozwój cierpliwości, która chroni przed pochopnymi decyzjami i pragnieniem posiadania potęgi i szybkiego rozwoju swoich zdolności, czyli głównymi powodami upadku na Ciemną Stronę. Zasady te zawierają się w Kodeksie Jedi.

## Ciemna strona Mocy
Jej ścieżka zawiera w sobie strach, gniew, nienawiść, kłamstwo, morderstwa i okrucieństwo. Zwolennicy ciemnej strony nazywani są mrocznymi Jedi lub Sithami.
Z początku ciemna strona Mocy kusi możliwością łatwego i szybkiego uzyskania wielkiej potęgi, władzy oraz zaawansowanych umiejętności w korzystaniu z Mocy. Z czasem jednak okazuje się, że wymaga więcej niż daje, a swoich wyznawców stopniowo demoralizuje – nawet niektórzy wielcy Jedi dali się jej uwieść, z reguły powodowani pragnieniem zwiększania własnej potęgi. Studium działania ciemnej strony Mocy (oraz jej przeciwieństwa – jasnej strony) jest w Gwiezdnych wojnach historia Anakina Skywalkera – bohatera, który będąc Jedi, stał się następnie Sithem, aby w końcu, dzięki miłości do swojego syna, Luke’a Skywalkera, powrócić na stronę dobra i odkupić swoje winy.
Niektóre sposoby wykorzystania Mocy zwykło się uważać za „naturalnie przynależne” ciemnej stronie – czy to ze względu na ich „wewnętrznie złą” naturę (np. torturowanie i sprawianie innym cierpienia), czy też konieczność poddania się negatywnym emocjom, aby efekty te wywołać.

### Przykłady wykorzystania ciemnej strony
Duszenie
Polega na ściśnięciu tchawicy przez Moc, co uniemożliwia ofierze oddychanie. Z tej zdolności często korzystał Darth Vader, który użył jej między innymi przeciw swojej żonie – Padmé Amidali.
Błyskawice
Korzystający z tej zdolności wypuszcza z palców strumień błyskawic, co powoduje porażenie elektryczne u ofiary. Darth Sidious użył ich do zabicia Mace’a Windu i do próby zabicia Luke’a Skywalkera. Błyskawice można było odbić za pomocą miecza świetlnego (udało się to Mace'owi Windu), mogły też zostać zablokowane (zaabsorbowane) przez bardzo silnego mistrza Jedi (dokonał tego Yoda).
Wysysanie
Polega na wyssaniu sił witalnych poprzez bezpośredni kontakt lub na odległość.

## Midichloriany
Zdolność do korzystania z Mocy była związana z obecnością w komórkach żywych istot organelli zwanych midichlorianami.

## Moc a szczególne gatunki istot
Związek niektórych istot z Mocą należy uznać za wyjątkowy:
- Isalamiry wytwarzają wokół siebie „próżnię Mocy”, nie pozwalającą na korzystanie z niej.
- Vornskry wykorzystują Moc do polowań.
- Yuuzhan Vongowie zostali odcięci od tradycyjnego sposobu korzystania z Mocy i są równocześnie niewrażliwi na jej oddziaływanie.
- Drzewa wroshyr na Kashyyyk osiągnęły prawdopodobnie takie rozmiary dzięki wpływowi dawnych mieszkańców planety (naturalnie wrażliwych na Moc) Rakatan oraz pozostawionego przez nich na powierzchni planety starożytnego artefaktu o ogromnej Mocy – Gwiezdnej Mapie.
- Rakatanie byli rasą naturalnie wrażliwą na Moc – każdy jej osobnik mógł z niej korzystać. Rakatanie stworzyli technologię opartą na wykorzystaniu Mocy i opanowali większość Galaktyki. Stopniowo dali się pochłonąć ciemnej stronie, a po pewnym czasie w ogóle utracili jakąkolwiek wrażliwość na Moc.
- Iktotchi potrafili dzięki Mocy przewidzieć przyszłe wydarzenia na najbliższą chwilę.